# Derk Jan Wever
Derk Jan Wever (Finsterwolde, 19 juni 1895 - Haren, 22 februari 1966) was een Nederlandse notaris en bestuurder.

## Biografie
Wever was een zoon van de schoenmaker Arend Wever en Roelfke Roelfsema. Hij was gehuwd met Berendina Catharina Wilhelmina Rademaker, dochter van de koopman Cornelis Rademaker en Marike Gezina Prummel uit Vlagtwedde.
Wever begon zijn studie in Winschoten. Hij werd in 1930 benoemd tot notaris in Nieuwe Pekela als opvolger van Ede Drijfhout. Hij was bestuurslid van de ring Groningen van de Broederschap van Notarissen en kandidaat-notarissen. Daarnaast was hij oprichter van de schriftelijke cursus gediplomeerde notarisklerken. Verder was jij jarenlang plaatsvervangend kantonrechter in Winschoten, commissaris van de karton- en papierfabriek N.V. Pekela, president-commissaris van de Veenkoloniale Bank in Sappemeer en voorzitter van de Raad van toezicht. Ook was hij commissaris van de Groninger Financieringsmaatschappij, adviserend lid van de Grondkamer in Groningen en commissaris van de verzekeringsmaatschappij Hollandsch Huis te Den Haag.
In de Tweede Wereldoorlog was Wever leider van de Ordedienst in zijn woonplaats. Hij maakte na de bevrijding deel uit van het vijfmanschap dat het voorlopig bestuur van zijn gemeente op zich nam. Na de bevrijding tot 16 oktober 1945 was hij belast met de waarneming van het burgemeesterschap in Nieuwe Pekela. Zijn huis werd tijdens de oorlog door de Duitse bezetter gevorderd en enige tijd gebruikt als "verhoorplaats". De bevolking van Nieuwe Pekela noemde het huis lange tijd het Weverhuis.
In zijn woonplaats Nieuwe Pekela was Wever voorzitter van de handelsvereniging, de gymnastiekvereniging Hercules en de Oranjevereniging.
Wever is begraven op de begraafplaats bij de Nederlands Hervormde kerk te Nieuwe Pekela.